# 타키가와 스에코 (초대)

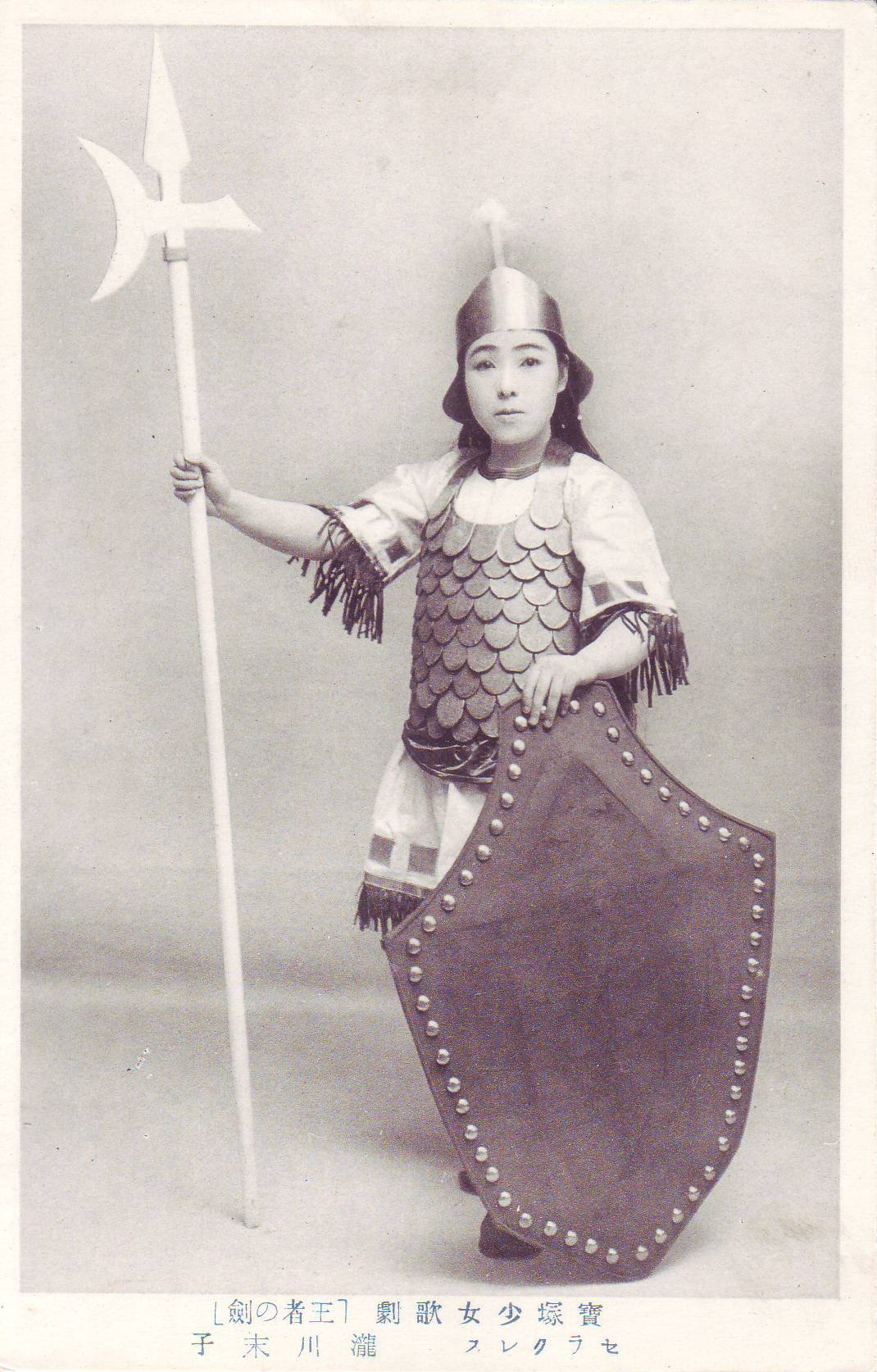
타키가와 스에코 (초대)

초대 타키가와 스에코 (瀧川末子 (たきがわ すえこ), 본명 : 타케나가 미사오 (竹中みさを), 1901년 (메이지 34년) 1월 27일 ~ 1983년 2월 12일)은 전 다카라즈카 소녀 가극단 하나구미 주연 남역 급인 다카라즈카 가극단 졸업생이다. 효고현 카와베군 코하마무라 (현 다카라즈카시) 출신이고, 1913년 12월 ~ 1933년까지 재단했다. 다카라즈카 가극단 2기생으로, 초기 스타 중 한명이다. 동기생으로는 시노하라 아사지, 히토미 야에코, 요시노 유키코가 있다. 하나구미 조장으로도 활동했다. 입단 당시의 예명은 타키가와 스에코 (瀧川壽榮子)였다.
이 예명은 오구라 백인일수 중 제77번 : 스토쿠 천황의 『瀨を早み 岩に塞かるる 瀧川の 割れても末に 逢はむとぞ思ふ （せをはやみ いはにせかるる たきがはの われてもすゑに あはむとぞおもふ）』(여울을 빠르게 바위에서 막아내는 다키가와에서 갈라져도 끝에서 만날 수 있으리라 생각한다.)에서 명명되었다.
다카라즈카 가극단에서 검정 무늬에 녹색 하카마를 착용하는 것이 정장이지만. 이것은 1921년, 타키가와와 타카사고 마츠코가 오사카 신사이바시 부근에서 구입해 착용하고 있던 중, 그것이 코바야시 이치조의 눈에 띄어 정장으로 입게 되었다.

## 다카라즈카 소녀 가극단 당시의 주요 무대
| 년도 | 월일                  | 조   | 제목 | 공연장                             |
| ---- | --------------------- | ---- | --- | ---------------------------------- |
| 1915 | 3월 21일 ~ 5월 23일   |      | 「추제(雛祭)」                                                                                             | 다카라즈카 가극장 (파라다이스극장) |
| 1916 | 7월 29일 ~ 8월 31일   |      | 「베니스의 저녁」                                                                                          | 다카라즈카 가극장 (파라다이스극장) |
| 1916 | 10월 20일 ~ 11월 30일 |      | 「다마스쿠수의 세딸」 「中將姫」                                                                           | 다카라즈카 가극장 (파라다이스극장) |
| 1918 | 7월 20일 ~ 8월 31일   |      | 「클레오파트라」                                                                                           | 다카라즈카 가극장 (파라다이스극장) |
| 1918 | 10월 20일 ~ 11월 30일 |      | 「정법사」                                                                                                 | 다카라즈카 가극장 (파라다이스극장) |
| 1919 | 3월 20일 ~ 5월 20일   |      | 「가정교사」 「문수와 사자」                                                                               | 다카라즈카 신가극장 (공회당극장)   |
| 1919 | 7월 20일 ~ 8월 31일   |      | 「슬밤모」 「풍류연년무」                                                                                  | 다카라즈카 신가극장 (공회당극장)   |
| 1919 | 10월 20일 ~ 11월 30일 |      | 「등롱섬」 「여의사」                                                                                      | 다카라즈카 신가극장 (공회당극장)   |
| 1920 | 1월 1일 ~ 1월 20일    |      | 「문복차솥」                                                                                               | 다카라즈카 신가극장 (공회당극장)   |
| 1920 | 3월 20일 ~ 5월 20일   |      | 「킨피라메가네(金平めがね)」                                                                               | 다카라즈카 신가극장 (공회당극장)   |
| 1920 | 10월 20일 ~ 11월 30일 |      | 「재술(灰酒)」                                                                                             | 다카라즈카 신가극장 (공회당극장)   |
| 1921 | 3월 20일 ~ 5월 20일   |      | 「봄에서부터 가을로」                                                                                      | 다카라즈카 신가극장 (공회당극장)   |
| 1921 | 7월 20일 ~ 8월 31일   |      | 「번태고」                                                                                                 | 파라다이스극장                     |
| 1922 | 2월 1일 ~ 2월 25일    | 하나 | 「榎の僧正」                                                                                               | 다카라즈카 신가극장 (공회당극장)   |
| 1922 | 5월 1일 ~ 5월 31일    | 하나 | 「출세괴동」                                                                                               | 다카라즈카 신가극장 (공회당극장)   |
| 1922 | 11월 1일 ~ 12월 1일   | 하나 | 「등롱대신」                                                                                               | 다카라즈카 신가극장 (공회당극장)   |
| 1923 | 1월 1일 ~ 1월 20일    | 하나 | 「무로사키」                                                                                               | 다카라즈카 신가극장 (공회당극장)   |
| 1923 | 4월 11일 ~ 5월 10일   | 하나 | 「貞任の妻」                                                                                               | 다카라즈카 신가극장 (중극장)       |
| 1923 | 7월 10일 ~ 8월 19일   | 하나 | 「강물 안개」                                                                                              | 다카라즈카 신가극장 (중극장)       |
| 1923 | 9월 25일 ~ 10월 24일  | 하나 | 「마츠우라쿄」                                                                                             | 다카라즈카 신가극장 (중극장)       |
| 1924 | 1월 1일 ~ 1월 31일    | 하나 | 「피리가 울리다」                                                                                          | 다카라즈카 신가극장 (중극장)       |
| 1924 | 5월 1일 ~ 5월 21일    | 하나 | 「옛장제석천」 「왕자의 검」 「해학」                                                                      | 다카라즈카 신가극장 (중극장)       |
| 1924 | 11월 1일 ~ 11월 30일  | 하나 | 「정법사」 「눈」                                                                                          | 다카라즈카 대극장                  |
| 1925 | 2월 1일 ~ 2월 28일    | 하나 | 「귀비취주」 「봄에서부터 가을로」 「鐘曳」                                                                | 중극장                             |
| 1925 | 6월 1일 ~ 6월 30일    | 하나 | 「출진」 「시네마스타」                                                                                    | 다카라즈카 대극장                  |
| 1925 | 9월 1일 ~ 9월 30일    | 하나 | 「산도밍고의 애화」 「시라하리노츠보네」                                                                   | 다카라즈카 대극장                  |
| 1925 | 12월 1일 ~ 12월 28일  | 하나 | 「니토하카마」                                                                                             | 다카라즈카 대극장                  |
| 1926 | 3월 1일 ~ 3월 31일    | 하나 | 「환상」 「에노쿠모히라」 「담배에서」                                                                     | 다카라즈카 대극장                  |
| 1926 | 5월 1일 ~ 5월 31일    | 하나 | 「기거무」 「삼인편륜」 「아무개의 밤의 정가」                                                             | 다카라즈카 대극장                  |
| 1926 | 9월 1일 ~ 9월 30일    | 하나 | 「안마산」 「우게츠모노가타리」                                                                            | 다카라즈카 대극장                  |
| 1926 | 12월 1일 ~ 12월 19일  | 하나 | 「돌의 재판」 「이건 이상해」 「어느쪽이 꿈이야」                                                          | 중극장                             |
| 1927 | 3월 1일 ~ 3월 31일    | 하나 | 「타카무라사죄문」 「자광」 「소가형제」                                                                   | 다카라즈카 대극장                  |
| 1927 | 6월 1일 ~ 6월 30일    | 하나 | 「미가와리신덴」 「게이쇼」 「오치쿠보히메」                                                               | 다카라즈카 대극장                  |
| 1927 | 9월 1일 ~ 9월 30일    | 하나 | 「술의 행겸」                                                                                              | 다카라즈카 대극장                  |
| 1927 | 12월 1일 ~ 12월 28일  | 하나 | 「요우치」 「축만시」 「에도의 명소」                                                                      | 중극장                             |
| 1928 | 2월 1일 ~ 2월 29일    | 하나 | 「며느리 치가이」 「쿠마사카나가노리모노미마츠」                                                           | 다카라즈카 대극장                  |
| 1928 | 5월 1일 ~ 5월 30일    | 하나 | 「오월치」 「하루노오도리」                                                                                | 다카라즈카 대극장                  |
| 1928 | 8월 1일 ~ 8월 31일    | 하나 | 「장난꾸러기 이야기」 「아키타오바고」 「우시오라이데시바」 「뒤쪽의 등호야」 「카츠포레」 「하렘의 궁전」 | 다카라즈카 대극장                  |
| 1928 | 11월 1일 ~ 11월 30일  | 하나 | 「연사자」 「유디트」 「북극탐험」                                                                         | 다카라즈카 대극장                  |
| 1929 | 1월 1일 ~ 1월 31일    | 하나 | 「시골과 도시」 「미미나시카마」 「수식삼번」 「유육행진곡」                                               | 다카라즈카 대극장                  |
| 1929 | 4월 1일 ~ 4월 31일    | 하나 | 「하루노오도리」                                                                                           | 다카라즈카 대극장                  |
| 1929 | 7월 1일 ~ 7월 31일    | 하나 | 「후시미 항담」 「카모마이리」                                                                             | 다카라즈카 대극장                  |
| 1929 | 10월 1일 ~ 10월 31일  | 하나 | 「남만사기」                                                                                               | 다카라즈카 대극장                  |
| 1929 | 10월 1일 ~ 10월 15일  | 하나 | 「신데델라」                                                                                               | 다카라즈카 대극장                  |
| 1930 | 1월 1일 ~ 1월 31일    | 하나 | 「추천첩」 「브로드웨이」                                                                                  | 다카라즈카 대극장                  |
| 1930 | 4월 1일 ~ 4월 30일    | 하나 | 「오공은 강하다」 「오이도둑」 「하루노오도리」                                                            | 다카라즈카 대극장                  |
| 1930 | 7월 1일 ~ 7월 31일    | 하나 | 「전가의 보검」 「귀비취주」 「이즈츠히메」                                                                | 다카라즈카 대극장                  |
| 1930 | 10월 1일 ~ 10월 31일  | 하나 | 「갱생 우라시마」                                                                                          | 다카라즈카 대극장                  |
| 1931 | 3월 1일 ~ 3월 31일    | 하나 | 「침종」 「검비위사」                                                                                      | 다카라즈카 대극장                  |
| 1931 | 9월 1일 ~ 9월 30일    | 하나 | 「토바승정」                                                                                               | 다카라즈카 대극장                  |
| 1931 | 12월 1일 ~ 12월 28일  | 하나 | 「나스노」 「코바다 처녀」                                                                                 | 다카라즈카 대극장                  |

## 에피소드
- 1918년 (다이쇼 8년) 무렵, 타키가와 스에코의 친가는 다카라즈카시에 있었고, 다카라즈카 소녀 가극단으로부터 위탁을 받아 타키가와의 부모가 학생들이 쓸 수 있는 기숙사를 운영하고 있었다. 당시 도쿄에서 입학한 아마츠 오토메와 여러 명의 학생들이 그 기숙사를 이용하였다.